# 대한민국 형사소송법 제3조
대한민국 형사소송법 제3조는 관할구역 외에서의 집무에 대한 형사소송법의 조문이다.

## 조문
제3조(관할구역 외에서의 집무) ① 법원은 사실발견을 위하여 필요하거나 긴급을 요하는 때에는 관할구역 외에서 직무를 행하거나 사실조사에 필요한 처분을 할 수 있다.
②전항의 규정은 수명법관에게 준용한다.

第3條(管轄區域 外에서의 執務) ① 法院은 事實發見을 爲하여 必要하거나 緊急을 要하는 때에는 管轄區域 外에서 職務를 行하거나 事實調査에 必要한 處分을 할 수 있다.
②前項의 規定은 受命法官에게 準用한다.

## 해설

### '수명법관'의 의미
합의부의 법관 중 특정소송행위의 명을 받는 법관을 의미한다.

## 판례
형법 제114조 제1항에서 '그 목적한 죄에 정한 형으로 처단한다."고 하는 취지는 상습특수절도를 목적으로 한 범죄단체조직 사건도 그 목적한 죄인 상습특수절도죄에 관한 사건에 준하여 단독판사가 심판한다

## 참고 문헌
- 손동권 신이철, 새로운 형사소송법(초판, 2013), 세창, 2013. ISBN 9788984114081

## 같이 보기
- 대한민국 형사소송법 제83조 관할구역 외에서의 구속영장의 집행과 그 촉탁
- 대한민국 형사소송법 제210조 사법경찰관리의 관할구역 외의 수사
- 대한민국 형사소송법 제327조 재판권
- 대한민국 형사소송법 제319조 관할권